# Helixanthera delavayi
Helixanthera delavayi là một loài thực vật có hoa trong họ Loranthaceae. Loài này được (Tiegh.) Nguyen Toen Ban mô tả khoa học đầu tiên năm 1984.